# Нил (митологија)
Нил је у грчкој митологији био бог реке Нил и једна од две персонификације река у северној Африци.

## Митологија
Према Хесиодовој теогонији, његови родитељи су Океан и Тетија, а са Калиројом је имао кћерку, нимфу Хијону. Аполодор као његове кћерке наводи и Мемфиду и Анхироју, а Плутарх и Анипу. Он је можда отац и Калијадне и Поликсо. Филострат (старији) га описује као важног бога за Египћане, за агрикултуру и навигацију и упоређује га са Посејдоном. Када је Фаетонт возио божанске кочије свог оца Хелија и када је изгубио контролу, Нил се препао од краја света и сакрио, тако да је целих седам месеци река пресушила. Нил је пренео Ију на својим таласима и вртлозима, када је бежала у виду краве од беса своје супарнице Хере.

## Египатска митологија
У египатској митологији, реком Нилом је господарио бог Хапи.